# Разгоняем танцульку
«Разгоня́ем танцу́льку» (пол. Rozbijemy zabawe) — короткометражный фильм режиссёра Романа Полански, снятый им в 1957 году.

## Сюжет
Группа молодых людей, которых не пустили на вечеринку без приглашений, перелезает через забор и принимается бить организатора танцев. Начинается всеобщая драка, в результате которой остаются только мусор и обломки.

## Создание
Сам Полански в своей автобиографической книге описывал историю создания фильма так: «Я организовал танцы под открытым небом. О моих намерениях знали только операторы. Я договорился с приятелями из знакомой банды, чтобы они подоспели к разгару танцев. Но слишком поспешили: едва перелезли через стену, как принялись раздавать тумаки, отбивать девушек у партнёров, сталкивать студентов в пруд. Операторы просто не успели сориентироваться: им едва удалось снять несколько метров изображения, из которых получился фильм „Разгоняем танцульку“. Мунк счёл, что фильм действительно документальный, но шутка дурно пахнет. Дисциплинарный комитет, собиравшийся исключить меня, ограничился предупреждением».